# Skoky do vody na Letních olympijských hrách 1920
Skoky do vody na Letních olympijských hrách v  Antverpách. 

## Medailisté

### Muži
| Kategorie      | Zlato                                            | Stříbro                                          | Bronz                                        |
| -------------- | ------------------------------------------------ | ------------------------------------------------ | -------------------------------------------- |
| Prkno 3 m      | Louis Kuehn · Spojené státy americké (USA)       | Clarence Pinkston · Spojené státy americké (USA) | Louis Balbach · Spojené státy americké (USA) |
| Věž 10 m       | Clarence Pinkston · Spojené státy americké (USA) | Erik Adlerz · Švédsko (SWE)                      | Harry Prieste · Spojené státy americké (USA) |
| Věž (5 a 10 m) | Arvid Wallman · Švédsko (SWE)                    | Nils Skoglund · Švédsko (SWE)                    | John Jansson · Švédsko (SWE)                 |

### Ženy
| Kategorie | Zlato                                           | Stříbro                                            | Bronz                                          |
| --------- | ----------------------------------------------- | -------------------------------------------------- | ---------------------------------------------- |
| Prkno 3 m | Aileen Rigginová · Spojené státy americké (USA) | Helen Wainwrightová · Spojené státy americké (USA) | Thelma Payneová · Spojené státy americké (USA) |
| Věž 10 m  | Stefanie Clausenová · Dánsko (DEN)              | Beatrice Armstrongová · Velká Británie (GBR)       | Eva Olliwierová · Švédsko (SWE)                |

## Přehled medailí
| Pořadí | Země                   | Zlato | Stříbro | Bronz | Celkově |
| ------ | ---------------------- | ----- | ------- | ----- | ------- |
| 1.     | Spojené státy americké | 3     | 2       | 3     | 8       |
| 2.     | Švédsko                | 1     | 2       | 2     | 5       |
| 3.     | Dánsko                 | 1     | 0       | 0     | 1       |
| 4.     | Velká Británie         | 0     | 1       | 0     | 1       |
|        |                        |       |         |       |         |
| Celkem | Celkem                 | 5     | 5       | 5     | 15      |